# Llista d'objectes NGC (5000-5999)
Aquesta és una llista d'objectes 1000-1999 del New General Catalogue (NGC). El catàleg astronòmic comprèn principalment cúmuls estel·lars, nebuloses, i galàxies. Altres objectes del catàleg es poden trobar en les subpàgines de la llista d'objectes NGC. La informació sobre les constel·lacions d'aquestes taules és presa de The Complete New General Catalogue and Index Catalogue of Nebulosae and Estrella Clusters by J. L. E. Dreyer, al que s'ha accedit fent servir el VizieR Service. Els tipus de galàxies s'han identificat fent servir la NASA/IPAC Extragalactic Database. La resta de dades d'aquestes taules són de SIMBAD Astronomical Database llevat que s'indiqui el contrari.

## 5000-5099
| Número del NGC | Altres noms                     | Tipus d'objecte    | Constel·lació  | Ascensió recta (J2000) | Declinació (J2000) | Magnitud aparent |
| -------------- | ------------------------------- | ------------------ | -------------- | ---------------------- | ------------------ | ---------------- |
| 5000           |                                 | Galàxia espiral    | Coma Berenices | 13h 09m 47.6s          | +28° 54′ 23″       | 14.2             |
| 5001           |                                 | Galàxia espiral    | Ursa Major     | 13h 09m 33.5s          | +53° 29′ 38″       | 14.6             |
| 5002           |                                 | Galàxia irregular  | Canes Venatici | 13h 10m 38.3s          | +36° 38′ 03″       | 14.7             |
| 5003           |                                 | Galàxia espiral    | Canes Venatici | 13h 08m 37.9s          | +43° 44′ 15″       | 15.3             |
| 5004           |                                 | Galàxia lenticular | Coma Berenices | 13h 11m 01.7s          | +29° 38′ 11″       | 14.3             |
| 5005           |                                 | Galàxia espiral    | Canes Venatici | 13h 10m 56.3s          | +37° 03′ 30″       | 10.6             |
| 5010           |                                 | Galàxia lenticular | Virgo          | 13h 12m 26.4s          | −15° 47′ 52″       | 14.4             |
| 5023           |                                 | Galàxia espiral    | Canes Venatici | 13h 12m 11.8s          | +44° 02′ 17″       | 12.82            |
| 5024           | Messier 53                      | Cúmul globular     | Coma Berenices | 13h 12m 55.3s          | +18° 10′ 09″       | 9.0              |
| 5033           |                                 | Galàxia espiral    | Canes Venatici | 13h 13m 27.6s          | +36° 35′ 37″       | 10.9             |
| 5055           | Messier 63; Galàxia del Girasol | Galàxia espiral    | Canes Venatici | 13h 15m 49.3s          | +42° 01′ 47″       | 9.7              |
| 5068           |                                 | Galàxia espiral    | Virgo          | 13h 18m 55.2s          | −21° 02′ 21″       | 10.5             |
| 5078           |                                 | Galàxia espiral    | Hydra          | 13h 19m 50.2s          | −27° 24′ 35″       | 11.5             |
| 5087           |                                 | Galàxia el·líptica | Virgo          | 13h 20m 25.2s          | −20° 36′ 37″       | 13               |
| 5090           |                                 | Galàxia el·líptica | Centaurus      | 13h 21m 12.8s          | −43° 42′ 16″       | 12.6             |
| 5091           |                                 | Galàxia espiral    | Centaurus      | 13h 21m 18.5s          | −43° 43′ 19″       | 14.5             |

## 5100-5199
| Número del NGC | Altres noms                     | Tipus d'objecte        | Constel·lació  | Ascensió recta (J2000) | Declinació (J2000) | Magnitud aparent |
| -------------- | ------------------------------- | ---------------------- | -------------- | ---------------------- | ------------------ | ---------------- |
| 5100           |                                 | Galàxies en interacció | Virgo          | 13h 21m 00.6s          | +08° 58′ 40″       | 15.1             |
| 5101           |                                 | Galàxia espiral        | Hydra          | 13h 21m 46.6s          | −27° 25′ 53″       | 11.5             |
| 5102           |                                 | Galàxia lenticular     | Centaurus      | 13h 21m 57.8s          | −36° 37′ 47″       | 10.4             |
| 5112           |                                 | Galàxia espiral        | Canes Venatici | 13h 21m 56.7s          | +38° 44′ 07″       | 12.5             |
| 5128           | Centaurus A                     | Galàxia lenticular     | Centaurus      | 13h 25m 27.6s          | −43° 01′ 09″       | 8.0              |
| 5139           | Omega Centauri                  | Cúmul globular         | Centaurus      | 13h 26m 45.9s          | −47° 28′ 37″       | 6.1              |
| 5161           |                                 | Galàxia espiral        | Centaurus      | 13h 29m 14.0s          | −33° 10′ 30″       | 12.0             |
| 5164           |                                 | Galàxia espiral        | Ursa Major     | 13h 27m 12.1s          | +55° 29′ 13″       | 14.6             |
| 5170           |                                 | Galàxia espiral        | Virgo          | 13h 29m 48.9s          | −17° 57′ 59″       | 11.9             |
| 5189           |                                 | Nebulosa planetària    | Musca          | 13h 33m 33.0s          | −65° 58′ 27″       | 14.1             |
| 5194           | Messier 51a; Galàxia del Remolí | Galàxia espiral        | Canes Venatici | 13h 29m 52.4s          | +47° 11′ 41″       | 8.8              |
| 5195           | Messier 51b                     | Galàxia en interacció  | Canes Venatici | 13h 29m 59.2s          | +47° 16′ 05″       | 10.6             |

## 5200-5299
| Número del NGC | Altres noms                             | Tipus d'objecte       | Constel·lació  | Ascensió recta (J2000) | Declinació (J2000) | Magnitud aparent |
| -------------- | --------------------------------------- | --------------------- | -------------- | ---------------------- | ------------------ | ---------------- |
| 5229           |                                         | Galàxia espiral       | Canes Venatici | 13h 34m 02.9s          | +44° 02′ 17″       | 14.3             |
| 5236           | Messier 83; Galàxia del Molinet del Sud | Galàxia espiral       | Hydra          | 13h 37m 00.8s          | −29° 51′ 59″       | 8.5              |
| 5247           |                                         | Galàxia espiral       | Virgo          | 13h 38m 02.6s          | −17° 53′ 01″       | 11               |
| 5253           |                                         | Galàxia irregular     | Centaurus      | 13h 39m 55.9s          | −31° 38′ 24″       | 11.0             |
| 5272           | Messier 3                               | Cúmul globular        | Canes Venatici | 13h 42m 11.2s          | +28° 22′ 32″       | 6.2              |
| 5291           |                                         | Galàxia en interacció | Centaurus      | 13h 47m 24.4s          | −30° 24′ 28″       | 14.2             |

## 5300-5399
| Número del NGC | Altres noms | Tipus d'objecte     | Constel·lació  | Ascensió recta (J2000) | Declinació (J2000) | Magnitud aparent |
| -------------- | ----------- | ------------------- | -------------- | ---------------------- | ------------------ | ---------------- |
| 5300           |             | Galàxia espiral     | Virgo          | 13h 48m 16.1s          | +03° 57′ 02″       | 13.7             |
| 5307           |             | Nebulosa planetària | Centaurus      | 13h 51m 03.3s          | −51° 12′ 21″       | 11.5             |
| 5315           |             | Nebulosa planetària | Circinus       | 13h 53m 57.0s          | −66° 30′ 51″       | 14.6             |
| 5334           |             | Galàxia espiral     | Virgo          | 13h 52m 54.5s          | −01° 06′ 52″       | 13.7             |
| 5364           |             | Galàxia espiral     | Virgo          | 13h 56m 12.1s          | +05° 00′ 53″       | 13.2             |
| 5371           |             | Galàxia espiral     | Canes Venatici | 13h 55m 40.0s          | +40° 27′ 43″       | 11.5             |
| 5398           |             | Galàxia irregular   | Centaurus      | 14h 01m 21.0s          | −33° 03′ 42″       | 12.7             |

## 5400-5499
| Número del NGC | Altres noms                                       | Tipus d'objecte   | Constel·lació | Ascensió recta (J2000) | Declinació (J2000) | Magnitud aparent |
| -------------- | ------------------------------------------------- | ----------------- | ------------- | ---------------------- | ------------------ | ---------------- |
| 5408           |                                                   | Galàxia irregular | Centaurus     | 14h 03m 21.0s          | −41° 22′ 44″       | 14.0             |
| 5457           | Messier 101; Galàxia del Molinet (Messier 102 (?) | Galàxia espiral   | Ursa Major    | 14h 03m 12.5s          | +54° 20′ 53″       | 8.7              |
| 5466           |                                                   | Cúmul globular    | Boötes        | 14h 05m 27.4s          | +28° 32′ 04″       | 10.5             |
| 5474           |                                                   | Galàxia espiral   | Ursa Major    | 14h 05m 01.5s          | +53° 39′ 45″       | 11.9             |
| 5477           |                                                   | Galàxia irregular | Ursa Major    | 14h 05m 33.1s          | +54° 27′ 40″       | 14.5             |

## 5500-5599
| Número del NGC | Altres noms | Tipus d'objecte | Constel·lació | Ascensió recta (J2000) | Declinació (J2000) | Magnitud aparent |
| -------------- | ----------- | --------------- | ------------- | ---------------------- | ------------------ | ---------------- |
| 5548           |             | Galàxia espiral | Boötes        | 14h 17m 59.7s          | +25° 08′ 13″       | 13.1             |

## 5600-5699
| Número del NGC | Altres noms | Tipus d'objecte | Constel·lació | Ascensió recta (J2000) | Declinació (J2000) | Magnitud aparent |
| -------------- | ----------- | --------------- | ------------- | ---------------------- | ------------------ | ---------------- |
| 5653           |             | Galàxia espiral | Boötes        | 14h 30m 10.6s          | +31° 12′ 54″       | 12.7             |

## 5700-5799
| Número del NGC | Altres noms | Tipus d'objecte | Constel·lació | Ascensió recta (J2000) | Declinació (J2000) | Magnitud aparent |
| -------------- | ----------- | --------------- | ------------- | ---------------------- | ------------------ | ---------------- |
| 5705           |             | Galàxia espiral | Virgo         | 14h 39m 49.6s          | −00° 43′ 08″       | 14.5             |
| 5713           |             | Galàxia espiral | Virgo         | 14h 40m 11.5s          | −00° 17′ 25″       | 11.7             |
| 5749           |             | Cúmul obert     | Lupus         | 14h 49m                | −54° 30′           | 8.8              |
| 5750           |             | Galàxia espiral | Virgo         | 14h 46m 11.3s          | −00° 13′ 23″       | 13.1             |
| 5777           |             | Galàxia espiral | Draco         | 14h 51m 18s            | 58° 58′ 39″        | 13.1             |

## 5800-5899
| Número del NGC | Altres noms      | Tipus d'objecte     | Constel·lació | Ascensió recta (J2000) | Declinació (J2000) | Magnitud aparent |
| -------------- | ---------------- | ------------------- | ------------- | ---------------------- | ------------------ | ---------------- |
| 5822           |                  | Cúmul obert         | Lupus         | 15h 04m                | −54° 24′           | 6.5              |
| 5823           |                  | Cúmul obert         | Circinus      | 15h 05m 44.8s          | −55° 37′ 30″       | 8.6              |
| 5824           |                  | Cúmul globular      | Lupus         | 15h 03m 58.5s          | −33° 04′ 04″       | 10.3             |
| 5825           |                  | Galàxia el·líptica  | Boötes        | 14h 54m 31.5s          | +18° 38′ 31″       | 15.6             |
| 5838           |                  | Galàxia lenticular  | Virgo         | 15h 05m 26.3s          | +02° 05′ 57″       | 12.1             |
| 5846           |                  | Galàxia el·líptica  | Virgo         | 15h 06m 29.4s          | +01° 36′ 19″       | 11.9             |
| 5850           |                  | Galàxia espiral     | Virgo         | 15h 07m 07.8s          | +01° 32′ 39″       | 13.6             |
| 5866           | Galàxia de l'Eix | Galàxia lenticular  | Draco         | 15h 06m 29.5s          | +55° 45′ 47″       | 11.1             |
| 5877           |                  | Estrella triple     | Lupus         | 15h 12m 53.1s          | −04° 55′ 38″       |                  |
| 5879           |                  | Galàxia             | Draco         | 15h 09m 46.8s          | +57° 00′ 01″       | 12.4             |
| 5882           |                  | Nebulosa planetària | Libra         | 15h 16m 49.9s          | −45° 38′ 58″       | 11.9             |

## 5900-5999
| Número del NGC | Altres noms | Tipus d'objecte | Constel·lació | Ascensió recta (J2000) | Declinació (J2000) | Magnitud aparent |
| -------------- | ----------- | --------------- | ------------- | ---------------------- | ------------------ | ---------------- |
| 5904           | Messier 5   | Cúmul globular  | Serpens       | 15h 18m 33.8s          | +02° 04′ 58″       | 7.3              |
| 5921           |             | Galàxia espiral | Serpens       | 15h 21m 56.4s          | +05° 04′ 11″       | 12.7             |
| 5962           |             | Galàxia espiral | Serpens       | 15h 36m 31.8s          | +16° 36′ 28″       | 12.2             |
| 5964           |             | Galàxia espiral | Serpens       | 15h 37m 36.4s          | +05° 58′ 25″       | 14.2             |
| 5986           |             | Cúmul globular  | Lupus         | 15h 46m 03.4s          | −37° 47′ 10″       | 9.1              |